# Baskerlandet Rundt 2013
|  | Denne artikel eller sektion om sport er forældet eller ikke opdateret. Se artiklens diskussionsside eller historik. |

Baskerlandet Rundt 2013 var den 53. udgave af det spanske cykelløb Baskerlandet Rundt. Løbet var over seks etaper rundt i den spanske del af Baskerlandet og startede den 1. april og sluttede lørdag den 6. april. Det var det niende ud af 29 løb i UCI World Tour 2013.

## Deltagende hold
Da Baskerlandet Rundt er en del af UCI World Tour, var alle 18 UCI ProTour-hold automatisk inviteret og forpligtet til at sende et hold. Derudover kan arrangøren inviterer yderlige et antal hold til løbet.
| UCI ProTour-hold: - Ag2r-La Mondiale (ALM) - Argos-Shimano (ARG) - Astana Pro Team (AST) - Belkin Pro Cycling (BEL) - BMC Racing Team (BMC) - Cannondale (CAN) - Euskaltel-Euskadi (EUS) - FDJ (FDJ) - Garmin-Sharp (GRM) | 0 - Lampre-Merida (LAM) - Lotto-Belisol (LTB) - Movistar Team (MOV) - Omega Pharma-Quick Step (OPQ) - Orica-GreenEDGE (OGE) - RadioShack-Leopard (RLT) - Team Saxo-Tinkoff (SAX) - Team Sky (SKY) - Vacansoleil-DCM (VCD) - Team Katusha (KAT) |  |

## Etaperne

### 1. Etape
1. april 2013 — Elgoibar til Elgoibar, 156.5 km.
|    | Rytter                  | Hold                    | Tid        |
| -- | ----------------------- | ----------------------- | ---------- |
| 1  | Simon Gerrans (AUS)     | Orica-GreenEDGE         | 4h 06' 33" |
| 2  | Peter Velits (SVK)      | Omega Pharma-Quick Step | s.t.       |
| 3  | Ángel Vicioso (ESP)     | Team Katusha            | s.t.       |
| 4  | Francesco Gavazzi (ITA) | Astana Pro Team         | s.t.       |
| 5  | Jakob Fuglsang (DEN)    | Astana Pro Team         | s.t.       |
| 6  | Sergio Henao (COL)      | Team Sky                | s.t.       |
| 7  | Alberto Contador (ESP)  | Team Saxo-Tinkoff       | s.t.       |
| 8  | Richie Porte (AUS)      | Team Sky                | s.t.       |
| 9  | Nairo Quintana (COL)    | Movistar Team           | s.t.       |
| 10 | Pieter Weening (NED)    | Orica-GreenEDGE         | s.t.       |

|    | Rytter                  | Hold                    | Tid        |
| -- | ----------------------- | ----------------------- | ---------- |
| 1  | Simon Gerrans (AUS)     | Orica-GreenEDGE         | 4h 06' 33" |
| 2  | Peter Velits (SVK)      | Omega Pharma-Quick Step | + 0"       |
| 3  | Ángel Vicioso (ESP)     | Team Katusha            | + 0"       |
| 4  | Francesco Gavazzi (ITA) | Astana Pro Team         | + 0"       |
| 5  | Jakob Fuglsang (DEN)    | Astana Pro Team         | + 0"       |
| 6  | Sergio Henao (COL)      | Team Sky                | + 0"       |
| 7  | Alberto Contador (ESP)  | Team Saxo-Tinkoff       | + 0"       |
| 8  | Richie Porte (AUS)      | Team Sky                | + 0"       |
| 9  | Nairo Quintana (COL)    | Movistar Team           | + 0"       |
| 10 | Pieter Weening (NED)    | Orica-GreenEDGE         | + 0"       |

### 2. Etape
2. april 2013 —Elgoibar til Vitoria-Gasteiz, 170.2 km
|    | Rytter                    | Hold                    | Tid        |
| -- | ------------------------- | ----------------------- | ---------- |
| 1  | Daryl Impey (RSA)         | Orica-GreenEDGE         | 4h 23' 31" |
| 2  | Francesco Gavazzi (ITA)   | Astana Pro Team         | s.t.       |
| 3  | Ángel Vicioso (ESP)       | Team Katusha            | s.t.       |
| 4  | Daniele Ratto (ITA)       | Cannondale              | s.t.       |
| 5  | Dennis Vanendert (BEL)    | Lotto-Belisol           | s.t.       |
| 6  | Michel Kreder (NED)       | Garmin-Sharp            | s.t.       |
| 7  | Daniele Pietropolli (ITA) | Lampre-Merida           | s.t.       |
| 8  | Egoitz García (ESP)       | Cofidis                 | s.t.       |
| 9  | Maciej Paterski (POL)     | Cannondale              | s.t.       |
| 10 | Peter Velits (SVK)        | Omega Pharma-Quick Step | s.t.       |

|    | Rytter                   | Hold                    | Tid        |
| -- | ------------------------ | ----------------------- | ---------- |
| 1  | Francesco Gavazzi (ITA)  | Astana Pro Team         | 8h 30' 04" |
| 2  | Ángel Vicioso (ESP)      | Team Katusha            | + 0"       |
| 3  | Peter Velits (SVK)       | Omega Pharma-Quick Step | + 0"       |
| 4  | Jakob Fuglsang (DEN)     | Astana Pro Team         | + 0"       |
| 5  | Nairo Quintana (COL)     | Movistar Team           | + 0"       |
| 6  | Sergio Henao (COL)       | Team Sky                | + 0"       |
| 7  | Simon Gerrans (AUS)      | Orica-GreenEDGE         | + 0"       |
| 8  | Richie Porte (AUS)       | Team Sky                | + 0"       |
| 9  | Rui Costa (POR)          | Movistar Team           | + 0"       |
| 10 | Tejay van Garderen (USA) | BMC Racing Team         | + 0"       |

### 3. Etape
3. april 2013 — Vitoria-Gasteiz til Trapagaran, 164.7 km
|    | Rytter                 | Hold              | Tid        |
| -- | ---------------------- | ----------------- | ---------- |
| 1  | Sergio Henao (COL)     | Team Sky          | 3h 54' 22" |
| 2  | Carlos Betancur (COL)  | Ag2r-La Mondiale  | s.t.       |
| 3  | Giampaolo Caruso (ITA) | Team Katusha      | + 5"       |
| 4  | Nairo Quintana (COL)   | Movistar Team     | + 8"       |
| 5  | Diego Ulissi (ITA)     | Lampre-Merida     | + 10"      |
| 6  | Richie Porte (AUS)     | Team Sky          | + 10"      |
| 7  | Alberto Contador (ESP) | Team Saxo-Tinkoff | + 10"      |
| 8  | Simon Špilak (SLO)     | Team Katusha      | + 10"      |
| 9  | Igor Antón (ESP)       | Euskaltel-Euskadi | + 16"      |
| 10 | Samuel Sánchez (ESP)   | Euskaltel-Euskadi | + 21"      |

|    | Rytter                 | Hold              | Tid         |
| -- | ---------------------- | ----------------- | ----------- |
| 1  | Sergio Henao (COL)     | Team Sky          | 12h 24' 26" |
| 2  | Nairo Quintana (COL)   | Movistar Team     | + 8"        |
| 3  | Richie Porte (AUS)     | Team Sky          | + 10"       |
| 4  | Alberto Contador (ESP) | Team Saxo-Tinkoff | + 10"       |
| 5  | Giampaolo Caruso (ITA) | Team Katusha      | + 10"       |
| 6  | Simon Špilak (SLO)     | Team Katusha      | + 10"       |
| 7  | Jakob Fuglsang (DEN)   | Astana Pro Team   | + 21"       |
| 8  | Pieter Weening (NED)   | Orica-GreenEDGE   | + 21"       |
| 9  | José Herrada (ESP)     | Movistar Team     | + 21"       |
| 10 | Carlos Betancur (COL)  | Ag2r-La Mondiale  | + 21"       |

### 4. Etape
4. april 2013 —

### 5. Etape
5. april 2013 —